# Lignes de Haute-Alsace
Lignes de Haute-Alsace était le réseau de transport interurbain du département du Haut-Rhin.
Le 1er janvier 2017, la région Grand Est reprend les transports interurbains et scolaires de ses 10 départements.

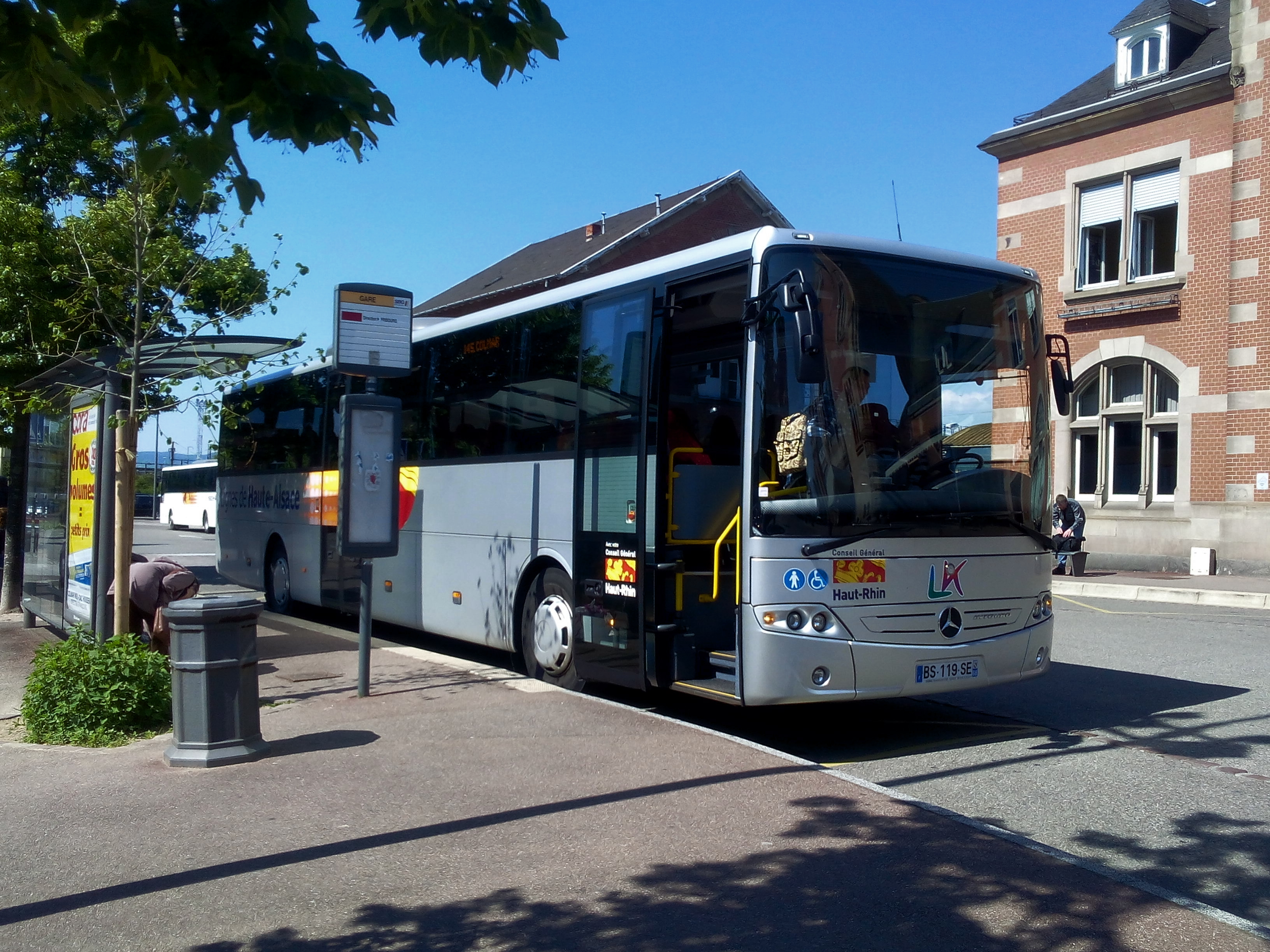
Autocar Ligne de Haute-Alsace, Affrété par LK (Lucien KUNEGEL)

Depuis avril 2019, le réseau est fusionné avec les autres transports de la région sous l’appellation Fluo Grand Est.

### Articles connexes

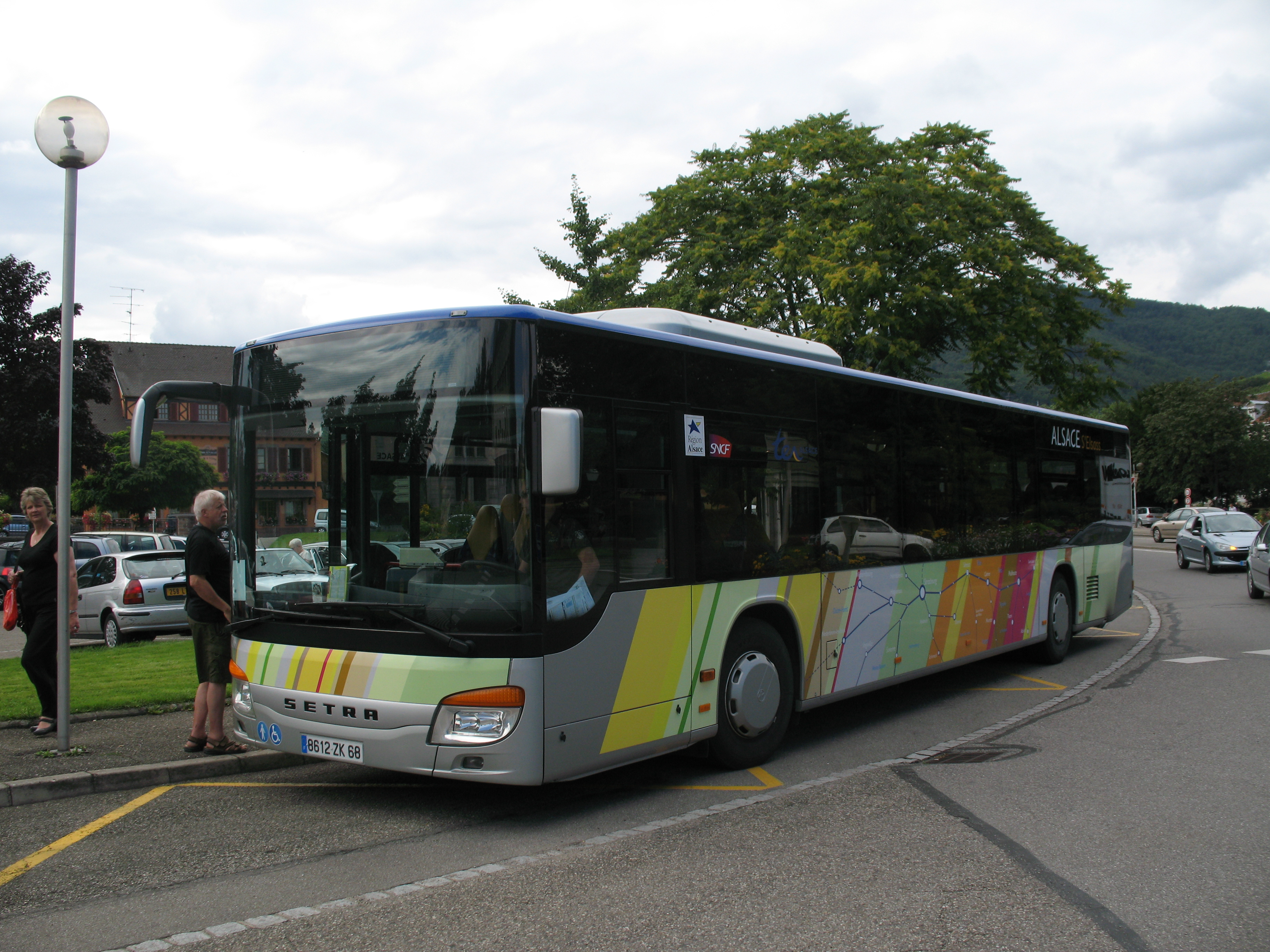
Autocar Ligne de Haute-Alsace, Affrété par la SNCF